# Guglielmo, duca di Gloucester
Guglielmo di Danimarca e Norvegia, Duca di Gloucester (Londra, 24 luglio 1689 – Windsor, 30 luglio 1700), è stato un nobile britannico, figlio di Anna di Gran Bretagna e Giorgio di Danimarca, nonché unico fra i loro diciassette figli a superare la prima infanzia.
Ottenne il titolo di Duca di Gloucester e venne visto dai contemporanei come un campione del protestantesimo dal momento che la sua successione avrebbe sancito i principi normati dalla "Gloriosa rivoluzione" che aveva deposto suo nonno Giacomo II d'Inghilterra, cattolico.
Il giovane Guglielmo, seppure estraniato dalla madre, crebbe al fianco del successore al trono, lo zio Guglielmo III, e alla zia Maria II d'Inghilterra, dai quali venne creato cavaliere dell'Ordine della Giarrettiera.
La salute precaria del giovane principe fu una costante causa di preoccupazione per sua madre. La sua morte nel 1700, all'età di undici anni, pose il problema di una crisi di successione dal momento che sua madre era l'unica con diritti di successione in linea protestante dal Bill of Rights (1689). Il parlamento inglese non era intenzionato a restituire il trono a un cattolico e pertanto approvò l'Act of Settlement del 1701 che, scartando oltre 50 pretendenti cattolici con diritti maggiori, avrebbe posto sul trono d'Inghilterra Sofia del Palatinato, Elettrice di Hannover, una cugina di Giacomo II, e tutti i suoi eredi di fede protestante, a partire dal figlio Giorgio I di Gran Bretagna, che successe alla Regina Anna, madre di Guglielmo.

## Biografia

### Nascita e condizioni di salute

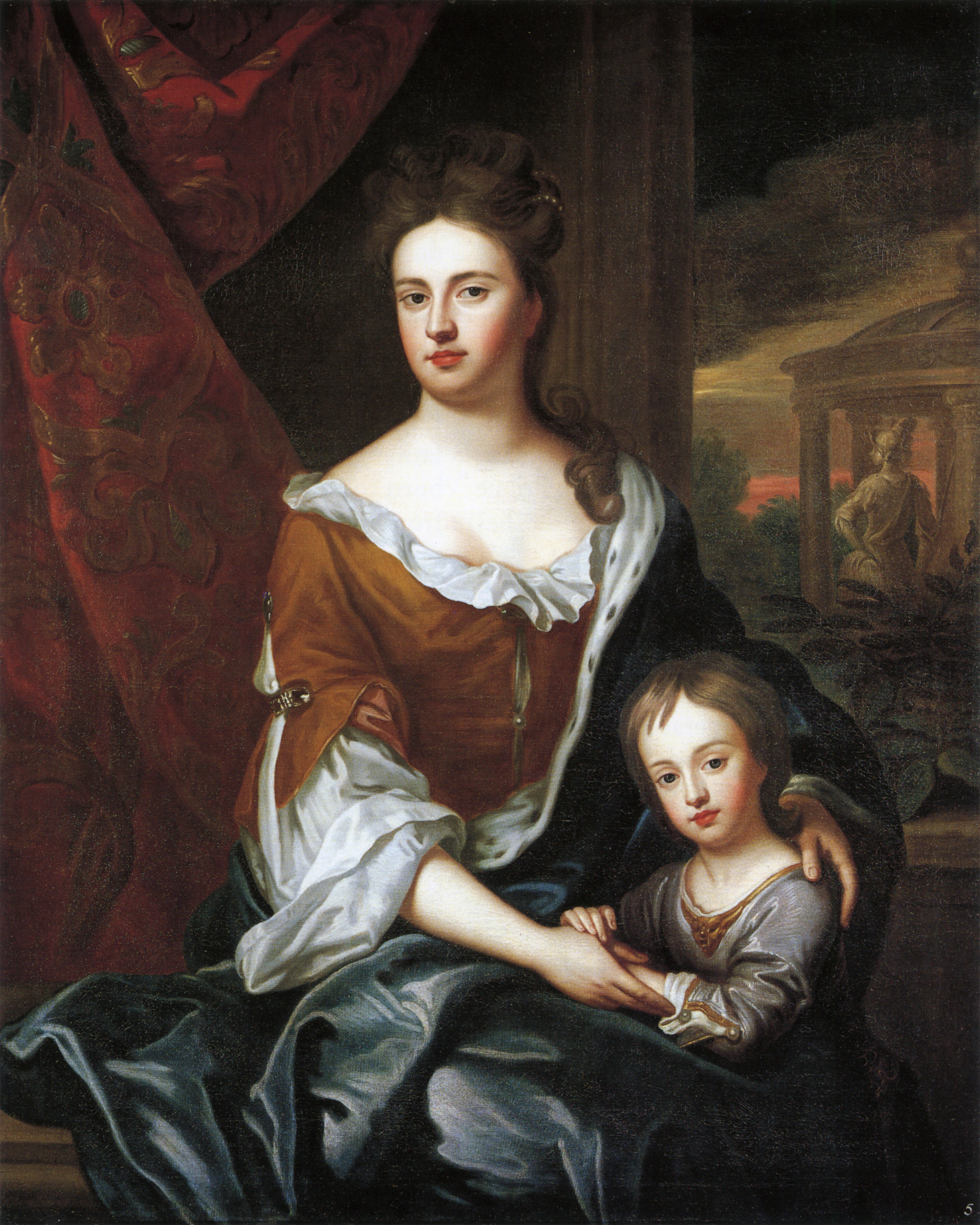
La Principessa Anna abbraccia l'unico figlio sopravvissutole, il duca di Gloucester, in un ritratto di Sir Godfrey Kneller del 1694.

Sul finire del 1688, in quella che divenne nota come "Gloriosa rivoluzione", il cattolico Giacomo II d'Inghilterra, Scozia e Irlanda venne deposto dal nipote e genero protestante, lo statolder olandese Guglielmo Enrico d'Orange. Guglielmo e sua moglie Maria (figlia primogenita di Giacomo II) vennero riconosciuti dal parlamento inglese e scozzese come re e regina. Dal momento che la coppia non ebbe figli la sorella minore di Maria, Anna, venne designata loro erede presunta in Inghilterra e Scozia. L'ascesa di Guglielmo e Maria e la successione tramite Anna vennero stabiliti dal Bill of Rights del 1689.
Anne sposò il principe Giorgio di Danimarca e durante i primi sei anni del loro matrimonio Anna rimase incinta sei volte, ma nessun figlio sopravvisse alla nascita. Alla fine della settima gravidanza, alle 5.00 del 24 luglio 1689, diede finalmente alla luce un figlio maschio ad Hampton Court. Come era in uso alla nascita dei potenziali eredi al trono, oltre al re e alla regina, al parto assistettero anche "diverse importanti personalità della corte". Tre giorni più tardi il bambino venne battezzato con i nomi di Guglielmo Enrico come suo zio il re, per mano di Henry Compton, vescovo di Londra. Il re, che fu uno dei suoi padrini insieme alla marchesa di Halifax e al Lord ciambellano, Lord Dorset, lo proclamò Duca di Gloucester, anche se formalmente la parìa corrispondente non venne mai creata. Il piccolo principe risultò quindi il secondo in successione dopo sua madre e, dal momento che la sua nascita assicurava la successione protestante, egli era la speranza dei sostenitori della Gloriosa rivoluzione. La musica The Noise of Foreign Wars, attribuita a Henry Purcell, venne scritta appunto per celebrare la sua nascita. Altre odi celebrative furono Who Can From Joy Refrain? di Purcell e The Duke of Gloucester's March e A Song upon the Duke of Gloucester di John Blow. Tuttavia i sostenitori del re Giacomo, i giacobiti, parlarono del piccolo Guglielmo come di "un usurpatore malaticcio e condannato".
Malgrado l'essere descritto come un "coraggioso e virile giovinotto" il duca di Gloucester era affetto da convulsioni da quando aveva tre settimane di vita, e pertanto sua madre pensò subito di spostarsi a Craven House, a Kensington, nella speranza che l'aria delle vicine cave di ghiaia avrebbe avuto effetti benefici sulla sua salute. Queste convulsioni erano probabilmente un sintomo di una meningite, contratta probabilmente alla nascita, che gli creò come ulteriore problematica quella dell'idrocefalo. Come era in uso presso i principi reali il duca di Gloucester venne posto sotto tutela di una governante, Lady Fitzhardinge, e venne allattato dalla balia Mrs. Pack più che da sua madre. Come parte del suo trattamento regale il duca veniva portato fuori ogni giorno in una piccola carrozza aperta trainata da pony Shetland per massimizzare la sua esposizione all'aria aperta e al beneficio del clima. Questi effetti benefici sembravano funzionare sulla salute del giovane principe e per questo la principessa Anna e il principe Giorgio presero residenza stabile nell'area, a Campden House, nel 1690. Fu qui che il giovane duca conobbe e fece amicizia con un inserviente di origini gallesi, Jenkin Lewis, che diventerà uno dei suoi principali biografi e quindi una preziosa fonte per gli storici successivi.
Per tutta la sua vita Guglielmo soffrì di ricorrenti febbri malariche, che venivano trattate con dosi regolari di Corteccia dei Gesuiti (una primitiva forma di chinino) dal dottor John Radcliffe. Il duca di Gloucester sembrò proprio non gradire questo trattamento di cura e spesso vomitava dopo avere assunto il farmaco. Probabilmente a causa dell'idrocefalo che lo affliggeva mostrava una testa sproporzionata, che i suoi chirurghi periodicamente pungevano per aspirarne del fluido. Non poteva camminare bene ed era solito inciampare. Giunto quasi ai cinque anni, il duca di Gloucester si rifiutò categoricamente di salire le scale senza tre valletti ad assisterlo. Suo padre fu obbligato a punirlo con bastonate sino a quando egli non riuscì a camminare autonomamente, un trattamento che era piuttosto frequente all'epoca.

### Istruzione

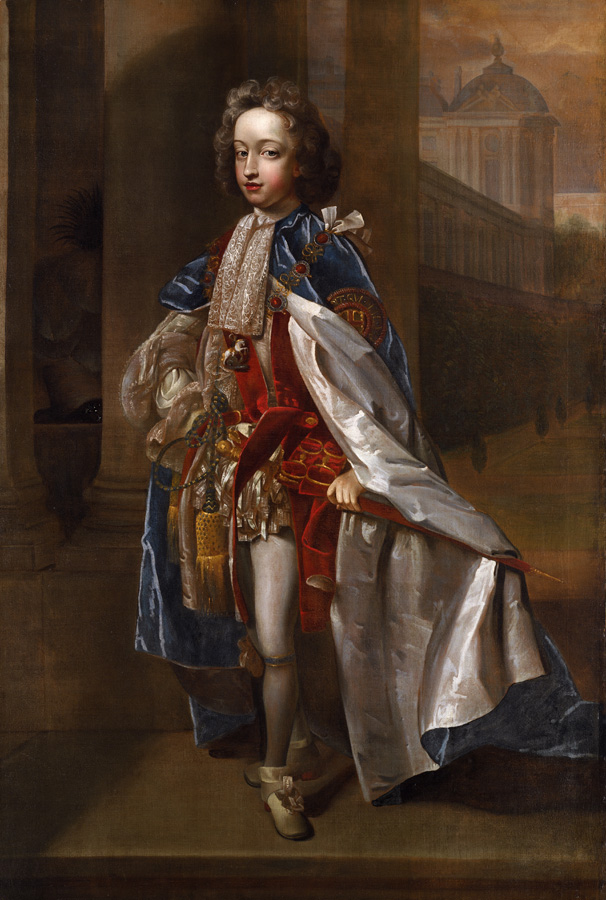
Ritratto di Edmund Lilly del principe Guglielmo con il mantello dell'Ordine della Giarrettiera del 1698.

L'acquisizione delle doti di linguaggio da parte del piccolo duca venne ritardata: non parlò correttamente sino ai tre anni di età, e come tale anche la sua educazione venne posticipata negli anni. Il reverendo Samuel Pratt, di Cambridge, venne nominato suo tutore nel 1693. Le sue lezioni si concentravano su materie come la geografia, la matematica, il latino, la musica e il francese. Pratt era assolutamente contrario all'amicizia con Jenkin Lewis e frequentemente i due si trovavano in contrasto per l'educazione del bambino. Lewis rimase comunque l'insegnante preferito dal duca di Gloucester dal momento che, a differenza di Pratt, era molto acculturato in materia militare e lo poteva instradare a entrare correttamente nelle "Horse Guard" come era desiderio del giovane, al punto da istituirgli un reggimento in miniatura composto da bambini del posto. In un paio d'anni dal 1693 la forza di questo esercito passò da 22 a 95 ragazzi.
La principessa Anna, ormai distante da sua sorella Maria e da suo cognato Guglielmo III, seguendo però il consiglio dell'amica, Sarah Churchill, contessa di Marlborough, si accordò perché il duca di Gloucester visitasse periodicamente suo zio e sua zia per trarne costanti benefici e attenzioni. In un tentativo di riconciliazione nell'interesse del figlio Anna invitò il re e la regina ad assistere il piccolo nella direzione delle sue "Horse Guard". Dopo avere visto la parata dei bambini a Kensington Palace il re si complimentò con loro e il giorno successivo venne in visita a Campden House. Per questi motivi Guglielmo crebbe vicino ai suoi zii: la regina era solita comprargli regali dal suo negozio di giocattoli preferito con regolarità. La sua morte nel 1694 portò a una superficiale riconciliazione tra Anna e Guglielmo, il che fu occasione anche per il giovane duca di spostarsi con la famiglia a risiedere al St. James's Palace di Londra.
Al suo settimo compleanno il duca prese parte alla cerimonia nella St George's Chapel del Castello di Windsor, con la quale venne creato cavaliere dell'Ordine della Giarrettiera, onorificenza concessagli dal sovrano in persona sei mesi prima. Il duca di Gloucester iniziò però a sentirsi poco bene già durante il banchetto che fece seguito alla celebrazione; si ritirò riprendendosi poco dopo e partecipò a una caccia al cervo nella grande tenuta del castello, dove però fu costretto a essere salassato da Samuel Masham, paggio di suo padre. La principessa Anna scrisse alla contessa di Marlborough: «Il mio bambino va già meglio, e sembra stare bene, penso più di quanto non sia mai stato nella sua vita; intendo meglio in salute, perché per quanto io lo ami, non posso vantarmi della sua bellezza».

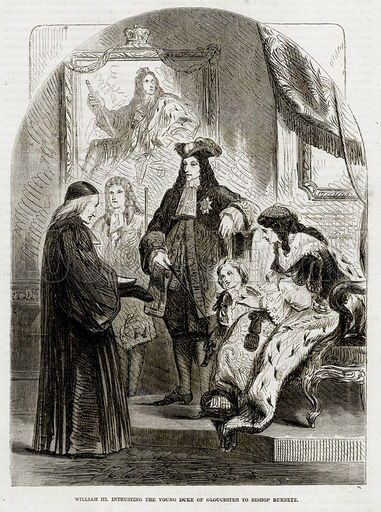
Il re Guglielmo III introduce il principe Guglielmo al vescovo Burnet, illustrazione di John Cassell nella sua Illustrated History of England

Durante il processo di Sir Sir John Fenwick, che era rimasto implicato nel tentativo giacobita di assassinare il sovrano, il duca colse l'occasione per scrivere al sovrano una lettera nella quale gli dimostrava la sua fedeltà. «Io, devoto suddito di Vostra Maestà», si legge nella lettera, «preferirei perdere la mia vita per la causa di Vostra Maestà che per qualsiasi altro uomo, e spero che fra non molto conquistiate anche la Francia». La lettera si concludeva con un giuramento da parte di tutti i ragazzi del suo piccolo esercito: «Noi, sudditi di Vostra Maestà, staremo con voi sino all'ultima goccia del nostro sangue».
Nel 1698 il Parlamento gli votò una rendita annua di 12.000 sterline. Guglielmo, sempre più determinato a limitare il coinvolgimento di Anna nella formazione del giovane erede, nominò Gilbert Burnet, vescovo di Salisbury, come suo precettore. Alla principessa Anna venne riservato solo il diritto di scegliere i camerieri del figlio. Il conte di Marlborough, amico di Anna, venne nominato tutore del giovane principe dopo che il Duca di Shrewsbury ebbe declinato l'incarico a causa della sua salute precaria. Il figlio dodicenne dei duchi di Marlborough, Lord Churchill, venne nominato maestro di stalla del duca di Gloucester, nonché suo compagno di giochi. Abigail Hill, dama di compagnia della contessa di Marlborough, venne nominata sua lavandaia, e il fratello di Abigail, John Hill, venne nominato suo valletto personale di camera.

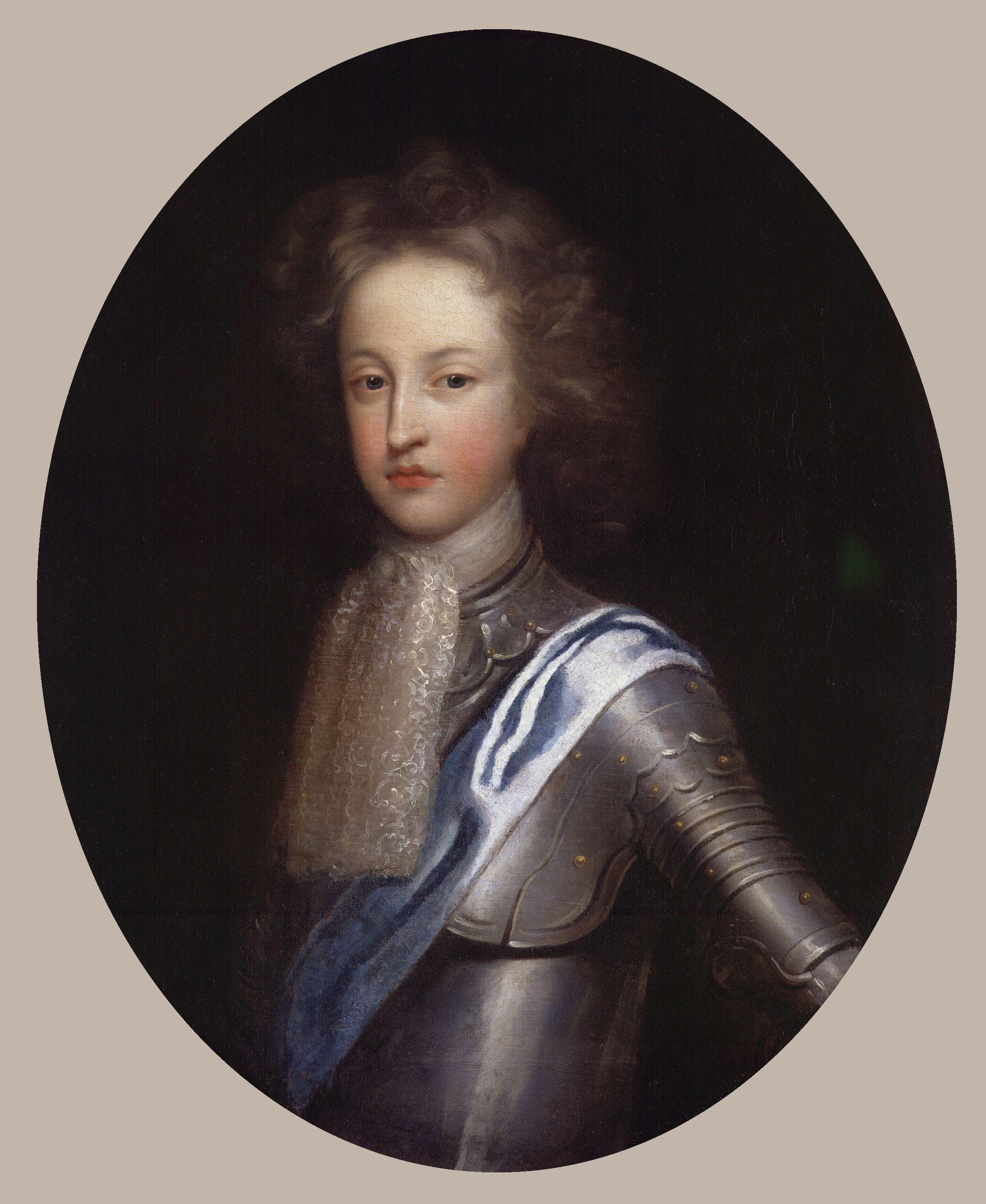
Ritratto del principe Guglielmo di Sir Godfrey Kneller del 1700.

Burnet teneva a insegnare al duca di Gloucester per ore i fondamenti del diritto feudale in Europa e del diritto canonico dell'epoca, risultati seguiti con trepidazione dai ministeri di governo ogni quattro mesi, mostrandosi ogni volta sempre più «meravigliati» dalla sua «splendida memoria e dal buon giudizio». Il suo esercito di bambini venne sciolto e il re decise di nominarlo comandante onorario di un reggimento di guardie olandesi. Nel 1699 prese parte al processo alla Camera dei lord per Lord Mohun e Lord Warwick, che erano stati accusati di omicidio. Mohun venne rilasciato, mentre Warwick venne trovato colpevole ma riuscì a sfuggire alla punizione facendo valere i suoi privilegi della paria.

### La morte
Avvicinandosi all'undicesimo compleanno, al duca di Gloucester vennero assegnati gli appartamenti che erano stati di sua zia Maria a Kensington Palace. Alla sua festa di compleanno tenutasi a Windsor, il 24 luglio 1700, manifestò un improvviso senso di stanchezza, ma inizialmente si diede colpa di questo al troppo danzare che aveva fatto nella giornata. Con il calare della notte iniziò a soffrire di secchezza delle fauci e brividi frequenti, seguiti da forti mal di testa e da febbre alta sino al giorno successivo. Un medico, Hannes, disse di lui che non sarebbe giunto al 27 luglio. Gli vennero fatti tre salassi, ma le sue condizioni continuarono a peggiorare. Il giorno successivo il duca iniziò ad avere eruzioni cutanee e diarrea. Un secondo medico, Gibbons, giunse il 28 luglio, seguito da Radcliffe quella sera stessa.
I medici non poterono accordarsi su una diagnosi precisa del male. Radcliffe diceva che il giovane principe era affetto da scarlattina, mentre gli altri pensavano si trattasse di vaiolo. Gli vennero somministrate «polveri e sciroppi di ogni genere». Il duca venne nuovamente salassato, incontrando grande opposizione da parte di Radcliffe, che giunse a urlare ai suoi colleghi: «L'avete distrutto ora volete proprio ammazzarlo». Il duca passò anche la notte del 28 di luglio apparendo sempre molto sofferente e debilitato. Anna, che trascorreva il giorno e la notte a fianco del figlio, era talmente spossata che rischiava di ammalarsi ella stessa. La mattina del 29 luglio il duca respirava già molto meglio e i suoi mal di testa erano notevolmente diminuiti, il che fece ben sperare in una sua rapida ripresa. I miglioramenti durarono poco e quella sera stessa venne «preso da respiro convulsivo, nonché dalla perdita totale dei sensi». Il principe Guglielmo morì alla 1.00 circa del 30 luglio dell'anno 1700 con i suoi genitori al suo fianco. All'ultimo i dottori si accordarono per porre come causa della morte una «febbre maligna». Una successiva autopsia rivelò l'ingrossamento di diversi linfonodi sul collo ed un quantitativo abnorme di fluido nei ventricoli del suo cervello: «ne vennero estratte quattro once e mezza di umore limpido». Una moderna diagnosi della morte del duca di Gloucester potrebbe essere una faringite batterica acuta associata a polmonite. A ogni modo, seppur fosse sopravvissuto, il principe sarebbe certamente morto a causa delle complicazioni dovute al suo idrocefalo.
Il re Guglielmo III, che era nei Paesi Bassi, scrisse al conte di Marlborough, "È una perdita così grande per me e per l'Inghilterra intera, che questo mi trafigge il cuore." Anna era annientata dal dolore. Il corpo del giovane principe venne portato da Windsor a Westminster la notte del 1º agosto e fu esposto al Palazzo di Westminster prima di essere sepolto nella Cripta Reale della Cappella di Enrico VII nell'Abbazia di Westminster. Il 9 agosto successivo fu sepolto nella cripta della sua antenata Maria Stuarda  Come per i funerali reali i suoi genitori non presenziarono alle sue esequie rimanendo reclusi a Windsor. Ispirandosi alla morte del principe Guglielmo, il politico tory William Shippen scrisse una poesia:
So by the course of the revolving spheres,
Whene'er a new-discovered star appears,
Astronomers, with pleasure and amaze,
Upon the infant luminary gaze.
They find their heaven's enlarged, and wait from thence
Some blest, some more than common influence,
But suddenly, alas! The fleeting light,
Retiring, leaves their hopes involv'd in endless night.
La morte del duca di Gloucester destabilizzò improvvisamente la successione al trono, dal momento che sua madre appariva l'unica persona rimasta a godere dei diritti al trono e di fede protestante secondo quanto stabilito dal Bill of Rights del 1689. Anna ebbe altre dieci gravidanze dopo la nascita del duca di Gloucester, ma tutti i suoi figli morirono; alcuni nel ventre materno, altri appena nati. Il parlamento inglese non era intenzionato a restituire il parlamento ai cattolici e per questo varò l'Act of Settlement nel 1701, che pose sul trono d'Inghilterra una cugina del re Giacomo, Sofia, elettrice di Hannover, e la sua discendenza protestante. Anna succedette al re Guglielmo nel 1702 e regnò sino alla sua morte, l'8 giugno del 1714. Sofia le premorì alcune settimane prima e pertanto fu il figlio Giorgio ad ascendere al trono come primo monarca inglese del casato di Hannover.

## Ascendenza
|                                    |                       |                                   | Genitori                           |  |  | Nonni |  |  | Bisnonni                  |  |  | Trisnonni                |  |
|                                    |                       |                                   |                                    |  |  |       |  |  | Cristiano IV di Danimarca |  |  | Federico II di Danimarca |  |
|                                    |                       |                                   |                                    |  |  |       |  |  | Cristiano IV di Danimarca |  |  | Federico II di Danimarca |  |
|                                    |                       | Sofia di Meclemburgo-Güstrow      |                                    |  |  |       |  |  | Cristiano IV di Danimarca |  |  |                          |  |
| Federico III di Danimarca          |                       |                                   |                                    |  |  |       |  |  | Cristiano IV di Danimarca |  |  |                          |  |
|                                    |                       | Anna Caterina del Brandeburgo     | Gioacchino Federico di Brandeburgo |  |  |       |  |  |                           |  |  |                          |  |
|                                    |                       | Anna Caterina del Brandeburgo     | Gioacchino Federico di Brandeburgo |  |  |       |  |  |                           |  |  |                          |  |
|                                    |                       | Anna Caterina del Brandeburgo     | Caterina di Brandeburgo-Küstrin    |  |  |       |  |  |                           |  |  |                          |  |
| Giorgio di Danimarca               |                       | Anna Caterina del Brandeburgo     |                                    |  |  |       |  |  |                           |  |  |                          |  |
|                                    |                       | Giorgio di Brunswick-Lüneburg     | Guglielmo di Brunswick-Lüneburg    |  |  |       |  |  |                           |  |  |                          |  |
|                                    |                       | Giorgio di Brunswick-Lüneburg     | Guglielmo di Brunswick-Lüneburg    |  |  |       |  |  |                           |  |  |                          |  |
|                                    |                       | Giorgio di Brunswick-Lüneburg     | Dorotea di Danimarca               |  |  |       |  |  |                           |  |  |                          |  |
| Sofia Amalia di Brunswick-Lüneburg |                       | Giorgio di Brunswick-Lüneburg     |                                    |  |  |       |  |  |                           |  |  |                          |  |
|                                    |                       | Anna Eleonora d'Assia-Darmstadt   | Luigi V d'Assia-Darmstadt          |  |  |       |  |  |                           |  |  |                          |  |
|                                    |                       | Anna Eleonora d'Assia-Darmstadt   | Luigi V d'Assia-Darmstadt          |  |  |       |  |  |                           |  |  |                          |  |
|                                    |                       | Anna Eleonora d'Assia-Darmstadt   | Maddalena di Brandeburgo           |  |  |       |  |  |                           |  |  |                          |  |
| Guglielmo di Danimarca             |                       | Anna Eleonora d'Assia-Darmstadt   |                                    |  |  |       |  |  |                           |  |  |                          |  |
|                                    | Carlo I d'Inghilterra | Giacomo I d'Inghilterra           |                                    |  |  |       |  |  |                           |  |  |                          |  |
|                                    | Carlo I d'Inghilterra | Giacomo I d'Inghilterra           |                                    |  |  |       |  |  |                           |  |  |                          |  |
|                                    | Carlo I d'Inghilterra | Anna di Danimarca                 |                                    |  |  |       |  |  |                           |  |  |                          |  |
| Giacomo II d'Inghilterra           | Carlo I d'Inghilterra |                                   |                                    |  |  |       |  |  |                           |  |  |                          |  |
|                                    |                       | Enrichetta Maria di Francia       | Enrico IV di Francia               |  |  |       |  |  |                           |  |  |                          |  |
|                                    |                       | Enrichetta Maria di Francia       | Enrico IV di Francia               |  |  |       |  |  |                           |  |  |                          |  |
|                                    |                       | Enrichetta Maria di Francia       | Maria de' Medici                   |  |  |       |  |  |                           |  |  |                          |  |
| Anna di Gran Bretagna              |                       | Enrichetta Maria di Francia       |                                    |  |  |       |  |  |                           |  |  |                          |  |
|                                    |                       | Edward Hyde, I conte di Clarendon | Henry Hyde                         |  |  |       |  |  |                           |  |  |                          |  |
|                                    |                       | Edward Hyde, I conte di Clarendon | Henry Hyde                         |  |  |       |  |  |                           |  |  |                          |  |
|                                    |                       | Edward Hyde, I conte di Clarendon | Mary Langford                      |  |  |       |  |  |                           |  |  |                          |  |
| Anna Hyde                          |                       | Edward Hyde, I conte di Clarendon |                                    |  |  |       |  |  |                           |  |  |                          |  |
|                                    |                       | Frances Aylesbury                 | Thomas Aylesbury, I baronetto      |  |  |       |  |  |                           |  |  |                          |  |
|                                    |                       | Frances Aylesbury                 | Thomas Aylesbury, I baronetto      |  |  |       |  |  |                           |  |  |                          |  |
|                                    |                       | Frances Aylesbury                 | Anne Denman                        |  |  |       |  |  |                           |  |  |                          |  |
|                                    |                       | Frances Aylesbury                 |                                    |  |  |       |  |  |                           |  |  |                          |  |